# 金正日の死
朝鮮民主主義人民共和国（以下、北朝鮮）の第2代最高指導者・朝鮮労働党総書記であった金正日の死（キム・ジョンイルのし）は、2011年12月19日に北朝鮮の国営放送（朝鮮中央テレビなど）によって公表された。
これにより17年間にわたる金正日体制（1994年7月8日 - 2011年12月17日）は終焉を迎え、三男である金正恩が、金正日と同じ「領導者」の称号が与えられ、後継者として北朝鮮の第3代最高指導者に擁立されることとなった。

## 死亡状況
北朝鮮の国営メディアによれば、2011年12月17日の午前8時半、金正日総書記は列車で平壌の郊外へ現地指導に向かう途中に死亡した。70歳没。翌18日に検死を行い、死因が急性心筋梗塞であることが判明した。その背景として、精神的・肉体的に大きな負担がかかっていたことも挙げられている。
12月18日午前1時には国境警備隊に対し、特別警備指示が通達されている。
しかしこれらの説明には疑問も呈されており、12月20日に大韓民国国会で非公開で行われた情報委員会では、死亡したとされる12月17日午前8時半には列車は平壌市内にいたこと、17日朝ではなく前日の夜に官邸で死去した可能性があることなどが国家情報院院長の元世勲より明かされた。2011年12月に、金正日は死亡直前に建設に力を注いでいた煕川水力発電所に深刻な漏水が発生したとの報告や金正恩と官僚の虚偽報告に激高し、これが死亡につながったとの説が韓国メディアにより報じられている。
このほか、対応が遅かった、十分な設備や技術を持った医師が存在しなかったことが死につながったとの意見もある。

## 国内外への公表
2011年12月19日、朝鮮中央テレビは通常であれば午後5時より放送を開始するところを、この日は大幅に繰り上げ午前9時に放送を開始した。午前10時、10時半、11時半の3回、朝鮮中央テレビに朝鮮中央放送、平壌放送は同日正午に特別放送を行うことを予告した。番組内容は伏せられていた。北朝鮮で特別を冠した放送は、1972年の南北共同声明を伝える特別放送、1994年の金日成労働党総書記兼国家主席死去を伝える特別放送、2000年の南北首脳会談の開催を伝える特別重大放送の3例しかなく、今回も重大なことが報じられるのではという予想が立てられていた。
12月19日正午に特別放送が開始され、金正日が12月17日午前8時半に肉体的過労のため69歳で死去していたことと、先述したような死亡の際の状況が明かされた。朝鮮中央放送の番組では同局看板アナウンサーの李春姬が喪服姿で涙ながらに最大級の賛辞を交えながら金正日の死を伝えた。
なお、特別放送の内容を確認するまで、日本政府も韓国政府も金正日死亡の情報はつかんでいなかったとされる。12月18日には日本の野田佳彦首相と韓国の李明博大統領が京都で会談を行ったが、後に野田はその時点で死亡にまつわる動きを両国とも把握していなかったことを参議院予算委員会において認めている。12月20日には国家情報院院長の元世勲、国防部長官の金寛鎮が共に韓国国会において特別放送を見て金正日の死を知ったと証言しており、国内メディアから国家情報院の存在意義を問う声があがるなど、批判の対象となった。元プロレスラー、元参議院議員で師匠・力道山ゆかりの地でもある北朝鮮にたびたび渡っていたアントニオ猪木は、特別放送が流れる10分ほど前に金正日死亡の報に接したと証言している。また脱北者の知識人で作るNK知識連帯は、特別放送の予告に独自の分析を加え、19日午前11時40分に金正日死亡を予見するとした記事をウェブサイトに掲載している。
一方で、中国当局が劉洪才駐北朝鮮大使の外交チャネルによって死去当日の17日には把握していたと伝えられたが、韓国当局は「事実ではない」と否定している。また中国政府自身も、特別放送による発表まで金正日の死を把握していなかったことを関係国に対して伝えており、指導層を除いて情報が伏せられていた可能性が指摘されている。

## 遺体の処置

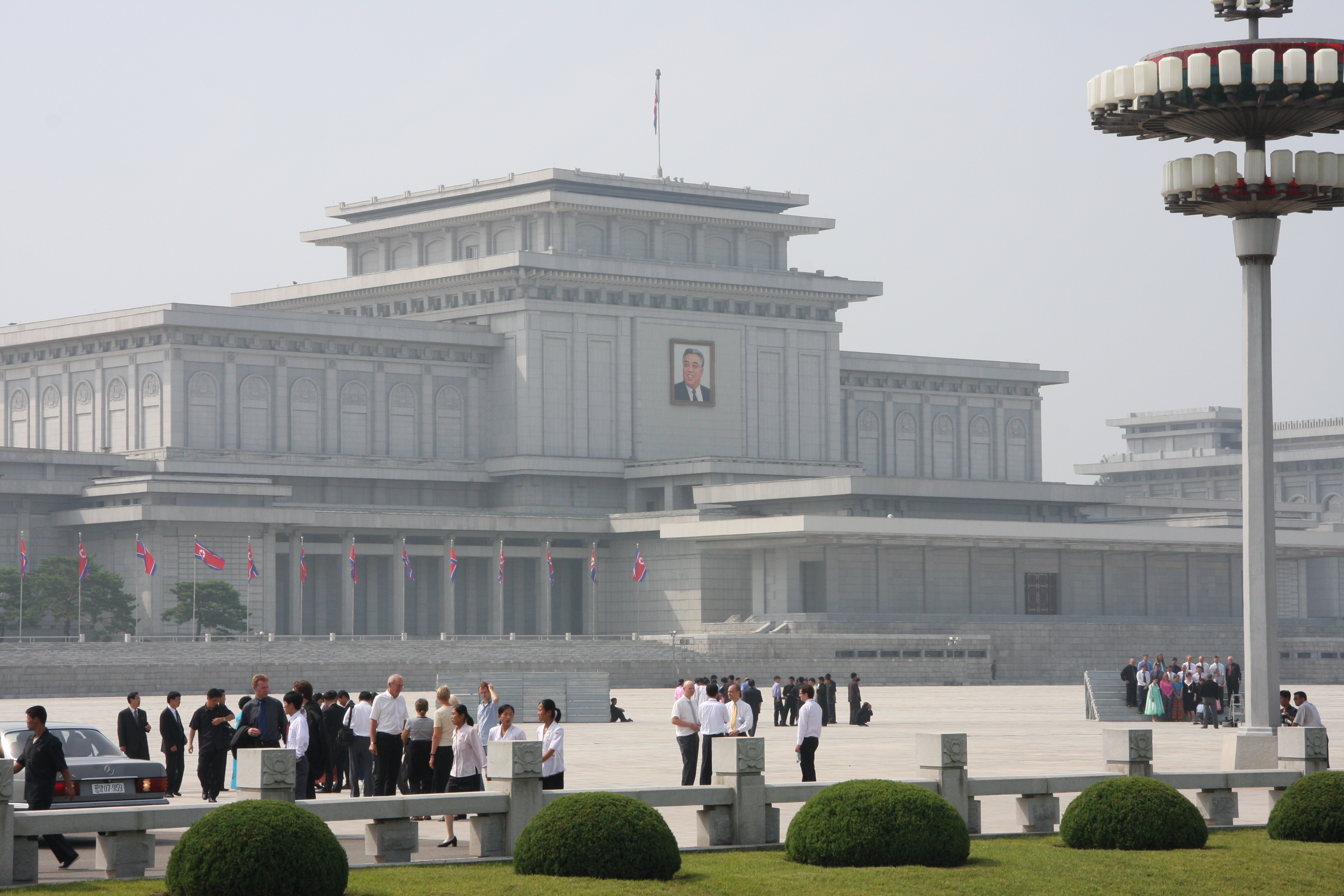
錦繍山太陽宮殿（死去当時は錦繍山記念宮殿）

金正日の遺体は12月20日、父と同じく錦繍山太陽宮殿（当時の名称は錦繍山記念宮殿）に安置され、カーキ色の服を着せられ上からは赤い布を覆い被せられたほか、周囲を赤白の花・キムジョンイルファ（金正日花）で飾られた状態で、ガラスの棺に入れられ公開された。遺体公開は死亡から78時間半後のことであった。遺体は錦繍山記念宮殿にて永久保存されることが決定しており、そのためにロシアより遺体保存の専門家チームが派遣され、処置が行われている。
同日には金正恩が錦繍山記念宮殿を訪れ、遺体と対面したことが報じられた。これが金正恩の、父・正日死去後の初の動静報道であり、またこの報道で金正恩の序列が1位になったことが判明した。この日から葬儀前日の27日まで、金正恩が金正日の遺体と対面した回数は5回を数えた。

## 哀悼期間、弔問
特別放送では12月17日から29日までを哀悼期間と定め、また12月20日から27日まで弔問客を迎えると発表した。哀悼期間中は北朝鮮国内の政府関連機関や企業全てが弔問活動を行うほか、半旗を掲げることとされた一方、外国からの追悼団については受け入れないことも発表された。また歌舞や娯楽活動は全て停止される。
12月29日、朝鮮中央通信は哀悼期間中に北朝鮮の延べ2億6000万人が弔意を表したと報道した。北朝鮮の人口は約2400万人とされており、事実であれば一人あたり10回以上弔問した計算になる。
この際、弔慰金が国外の北朝鮮人により半ば強制的に集められたことが日本や韓国のマスコミで報じられ、金正恩が返還を指示するに至った。

### 韓国の対応
過去の北朝鮮の対応などから、ここでいう「外国」には韓国は含まれないものと解釈され、韓国国内では弔問団を派遣するのか否か議論が巻き起こった。最終的には民間人の弔問は金大中元大統領の遺族など一部に限定し、政府による公式弔問は見送ることとなり、これに北朝鮮の祖国平和統一委員会スポークスマンが12月25日に、12月30日には国防委員会が反発する声明を発表するに至った。弔問団そのものについては百花園招待所を提供し、豪華な料理を振る舞うなど国賓級で扱われた。

### 日本の対応
日本政府は12月22日、在日本朝鮮人総聯合会（朝鮮総連）の最高幹部が弔問のために訪朝した場合、北朝鮮に対し行なっている経済制裁の内容にのっとり、日本への再入国を認めない方針を明らかにした。このため朝鮮総連は最高人民会議代議員である許宗萬責任副議長を訪朝団の団長とすることや、同じく制裁措置により入国が禁じられている万景峰号を利用した弔問を断念し、南昇祐副議長を団長とする約50人の訪朝団を派遣した。日本政府が弔意を示さず、また朝鮮総連の幹部の訪朝を事実上禁止したことに対して、2012年1月3日には朝鮮中央通信が野田佳彦元総理、藤村修元官房長官を名指しで批判するに至った。

### 個人の対応
- 李姫鎬 - 金大中元韓国大統領の妻。夫が2000年に金正日と首脳会談を行い、2009年に死去した際に北朝鮮が弔問団を派遣したこともあり[33]、12月26日に訪朝。錦繍山記念宮殿で金正恩とも面会した[44]。
- 金弘業（朝鮮語版） - 金大中の次男、元韓国国会議員。母・李姫鎬と共に訪朝[45]。
- 金弘傑 - 金大中の三男。母・李姫鎬と共に訪朝[38]。
- 玄貞恩 - 現代財閥会長。12月26日に李姫鎬と共に訪朝[44]。
- 胡錦濤 - 中国共産党総書記兼中国国家主席。12月20日に在北京の北朝鮮大使館に弔問に訪れた[46]。
- プリンセス天功 - 12月28日の葬儀に招待されたが、参列は見送った[47]。
- 小泉純一郎 - 元首相、2002年と2004年に訪朝。12月22日に朝鮮総連中央本部を訪れ弔問[48]。
- 石井一 - 参議院議員。12月22日に朝鮮総連中央本部を訪れ弔問（現職の国会議員として金正日の弔問は初）[48]。
- アントニオ猪木 - 元プロレスラー。12月21日に朝鮮総連中央本部を訪れ弔問[49]。

## 葬儀と追悼大会

### 葬儀
12月19日の特別放送の際に葬儀委員会のメンバー232人
が発表され、その筆頭は後継者と目されている三男の金正恩であった。実の妹の金敬姫も14位に入っていたが、党などの役職に特に就いていない長男の金正男、二男の金正哲は含まれていなかった。
- 金正恩 - 朝鮮人民軍大将、朝鮮労働党中央軍事委員会副委員長
- 金永南 - 最高人民会議常任委員会委員長（国会議長に相当）
- 崔永林 - 内閣総理（首相に相当）
- 李英鎬 - 朝鮮人民軍総参謀長
- 金永春 - 人民武力部長、国防委員会副委員長
- 全秉浩 - 国防委員会委員
- 金国泰 - 朝鮮労働党書記（幹部養成担当）
- 金己男 - 朝鮮労働党中央委員会政治局員・書記局書記
- 崔泰福 - 朝鮮労働党書記（国際担当）、最高人民会議議長
- 楊亨燮 - 最高人民会議常任委員会副委員長
- 姜錫柱 - 朝鮮労働党政治局員、内閣副総理、第一外務次官（第一副外相）
- 辺永立 - 朝鮮労働党政治局員、国家科学院院長
- 李勇武 - 朝鮮人民軍次帥、国防委員会副委員長
- 金敬姫 - 朝鮮労働党政治局員、党軽工業部部長、朝鮮人民軍大将、金正日の実妹
- 金養建 - 朝鮮労働党書記
- 金永日 - 朝鮮労働党書記
- 朴道春 - 朝鮮労働党書記
- 崔龍海 - 朝鮮労働党書記、朝鮮労働党政治局員
- 張成沢 - 国防委員会副委員長、朝鮮労働党政治局員候補・党中央委員会行政部長
- 朱奎昌 - 国防委員会委員
- 金洛姫 - 朝鮮労働党政治局員候補、内閣副総理
- 太宗秀 - 朝鮮労働党書記、朝鮮労働党政治局員候補
- 金平海 - 朝鮮労働党書記
- 金正覚 - 朝鮮労働党政治局員候補、国防委員会委員
- 禹東測 - 朝鮮労働党中央軍事委員会委員、国防委員会委員、国家安全保衛部第一副部長
- 金昌燮 - 朝鮮労働党政治局員候補、国家安全保衛部政治局長
- 文景徳 - 平壌市党委員会責任書記
- 李泰男 - 朝鮮労働党政治局員候補
- 呉克烈 - 国防委員会副委員長、朝鮮労働党作戦部長、党中央委員会委員
- 金鉄万 - 朝鮮労働党中央委員会委員
- 李乙雪 - 元国防委員会委員
- 全河哲 - 朝鮮労働党中央委員会委員、内閣副総理
- 姜能洙 - 朝鮮労働党中央委員会委員、内閣副総理
- 盧斗哲 - 朝鮮労働党中央委員会委員、内閣副総理、国家計画委員会委員長
- 趙炳柱 - 朝鮮労働党中央委員会委員、内閣副総理、機械工業相
- 韓光福 - 朝鮮労働党中央委員会委員、内閣副総理、電子工業相
- 白世鳳 - 国防委員会委員、朝鮮労働党軍需工業部第二経済委員会委員長
- 李英秀 - 朝鮮労働党中央委員会委員、朝鮮労働党勤労団体部長
- 崔希貞 - 朝鮮労働党中央委員会委員、朝鮮労働党科学教育部長
- 呉日晶 - 朝鮮労働党中央委員会委員、朝鮮労働党軍事部長
- 金正任 - 朝鮮労働党中央委員会委員、朝鮮労働党歴史研究所所長
- 蔡喜正 - 朝鮮労働党中央委員会委員、朝鮮労働党文書整理室長
- 金基龍 - 朝鮮労働党中央委員会委員、労働新聞責任主筆
- 張炳奎 - 朝鮮労働党中央委員会委員、最高検察所所長
- 金炳律 - 朝鮮労働党中央委員会委員、最高裁判所所長
- 洪仁範 - 朝鮮労働党中央委員会委員、平安南道党委員会責任書記
- 李万建 - 朝鮮労働党中央委員会委員、平安北道党委員会責任書記
- 朱永植 - 朝鮮労働党中央委員会委員、慈江道党委員会責任書記
- 郭範基 - 朝鮮労働党中央委員会委員、咸鏡南道党委員会責任書記
- 呉秀容 - 朝鮮労働党中央委員会委員、咸鏡北道党委員会責任書記
- 盧培権 - 朝鮮労働党中央委員会委員、黄海南道党委員会責任書記
- 朴太徳 - 朝鮮労働党中央委員会委員、黄海北道党委員会責任書記
- 金熙澤 - 朝鮮労働党中央委員会委員、両江道党委員会責任書記
- 姜陽貌 - 朝鮮労働党中央委員会委員、南浦市党委員会責任書記
- 林景万 - 朝鮮労働党中央委員会委員、羅先特別市党委員会責任書記
- 金慶玉 - 朝鮮労働党中央軍事委員会委員、朝鮮労働党組織指導部第一副部長
- 金明国 - 朝鮮労働党中央軍事委員会委員
- 金元弘 - 朝鮮労働党中央軍事委員会委員
- 玄哲海 - 朝鮮労働党中央委員会委員、朝鮮人民軍総政治局組織副局長
- 韓東根 - 朝鮮労働党中央委員会委員、朝鮮人民軍総政治局副局長
- 趙慶喆 - 朝鮮労働党中央委員会委員、朝鮮人民軍保衛司令官
- 朴在慶 - 朝鮮労働党中央委員会委員、朝鮮人民軍総政治局副局長
- 辺仁善 -  朝鮮労働党中央委員会政治局員、人民武力部副部長
- 尹正麟 - 朝鮮労働党中央軍事委員会委員、護衛司令官
- 鄭明道 - 朝鮮労働党中央軍事委員会委員、朝鮮人民軍海軍司令官
- 李炳鉄 - 朝鮮労働党中央軍事委員会委員、朝鮮人民軍航空・反航空軍司令官
- 崔相麗 - 朝鮮労働党中央軍事委員会委員、ミサイル指導局長
- 金英哲 - 朝鮮労働党中央軍事委員会委員、朝鮮人民軍偵察総局長
- 姜杓永 - 朝鮮労働党中央委員会委員、第1軍団長
- 金炯龍 - 朝鮮労働党中央委員会委員
- 李勇煥 - 朝鮮労働党中央委員会委員
- 金春三 - 朝鮮労働党中央委員会委員
- 崔慶星 - 朝鮮労働党中央軍事委員会委員、第11軍団長
- 李明秀 - 朝鮮労働党中央委員会委員、人民保安部長
- 全煕正 - 朝鮮労働党中央委員会委員、国防委員会外事局長
- 李永吉 - 朝鮮労働党中央委員会委員、第3軍団長
- 玄永哲 - 朝鮮労働党中央委員会委員、朝鮮人民軍大将
- 崔富日 - 朝鮮労働党中央軍事委員会委員、朝鮮人民軍軍総参謀部第一副総参謀長兼作戦局長
- 楊東勲 - 朝鮮労働党中央委員会委員
- 李鳳竹 - 朝鮮労働党中央委員会委員、朝鮮人民軍総参謀部副総参謀長
- 金松哲 - 朝鮮労働党中央委員会委員
- 朴光徹（朝鮮語版） - 朝鮮労働党中央委員会委員
- 李炳三 - 朝鮮労働党中央委員会委員、朝鮮人民内務軍政治局長
- 全昌復 - 朝鮮労働党中央委員会委員、朝鮮人民軍後方総局総局長
- 呉琴鉄 - 朝鮮労働党中央委員会委員、朝鮮人民軍総参謀部副総参謀長
- 金仁植 - 朝鮮労働党中央委員会委員、首都建設総局副局長
- 金成徳 - 朝鮮労働党中央委員会委員
- 呂春錫 - 朝鮮労働党中央委員会委員、金日成軍事総合大学総長
- 朴勝元 - 朝鮮労働党中央委員会委員、朝鮮人民軍上将
- 李庸澈 - 朝鮮労働党中央委員会委員、金日成・金正日主義青年同盟中央委員会第一書記
- 朴宜春 - 朝鮮労働党中央委員会委員、外務相
- 金亨植 - 朝鮮労働党中央委員会委員、石炭工業相
- 金泰峰 - 朝鮮労働党中央委員会委員、金属工業相
- 全吉寿 - 朝鮮労働党中央委員会委員、鉄道相
- 李武栄 - 朝鮮労働党中央委員会委員、内閣副総理、化学工業相
- 安正秀 - 朝鮮労働党中央委員会委員、軽工業相
- 李龍男 - 朝鮮労働党中央委員会委員、貿易相
- 柳英燮 - 朝鮮労働党中央委員会委員、逓信相
- 朴明哲 - 朝鮮労働党中央委員会委員、体育相、朝鮮民主主義人民共和国オリンピック委員会委員長
- 金勇進 - 朝鮮労働党中央委員会委員、教育委員会委員長
- 張徹 - 朝鮮労働党中央委員会委員、国家科学院院長
- 成自立 - 朝鮮労働党中央委員会委員、高等教育相、金日成総合大学総長
- 金貞淑 - 朝鮮労働党中央委員会委員、朝鮮対外文化連絡協会委員長
- 姜東潤 - 朝鮮労働党中央委員会委員、朝鮮労働党副部長
- 金炳鎬 - 朝鮮労働党中央委員会委員、朝鮮中央通信社社長
- 車承洙 - 朝鮮労働党中央委員会委員、朝鮮中央放送委員会委員長
- 梁万吉 - 朝鮮労働党中央委員会委員、平壌市人民委員会委員長
- 尹東鉉 - 朝鮮労働党中央委員会委員、人民武力部副部長
- 高兵現（朝鮮語版） - 朝鮮労働党中央委員会委員
- 李奉徳（朝鮮語版） - 朝鮮労働党中央委員会委員
- 朴鍾根（朝鮮語版） - 朝鮮労働党中央委員会委員
- 崔英徳 - 朝鮮労働党中央委員会委員、金日成政治大学政治部長
- 鄭仁国（朝鮮語版） - 朝鮮労働党中央委員会委員
- 全龍国（朝鮮語版） - 朝鮮労働党中央委員会委員
- 李兄根 - 朝鮮労働党中央委員会委員
- 黄順姫 - 朝鮮労働党中央委員会委員、朝鮮革命博物館館長
- 白桂龍 - 朝鮮労働党中央委員会委員、江原道党委員会責任書記
- 金銅日 - 朝鮮労働党中央委員会委員候補
- 金東二（朝鮮語版） - 朝鮮労働党中央委員会委員候補
- 李載佾 - 朝鮮労働党中央委員会委員候補、朝鮮労働党宣伝煽動部第1副部長
- 朴奉珠 - 朝鮮労働党中央委員会軽工業部第一副部長、元内閣総理（首相）
- 鄭明鶴 - 朝鮮労働党中央委員会委員候補、朝鮮労働党中央委員会検閲委員会第一副委員長
- 姜寛一 - 朝鮮労働党中央委員会委員候補
- 黄炳瑞 - 朝鮮労働党中央委員会委員候補、朝鮮労働党組織指導部副部長
- 権赫奉（朝鮮語版） - 朝鮮労働党委員候補
- 洪承武 - 朝鮮労働党中央委員会委員候補、朝鮮労働党副部長
- 金禹鎬（朝鮮語版） - 朝鮮労働党中央委員会委員候補
- 韓蒼純 - 朝鮮労働党中央委員会委員候補
- 李春日（朝鮮語版） - 朝鮮労働党中央委員会委員候補、朝鮮人民軍少将
- 李泰燮 - 朝鮮労働党中央委員会委員候補、朝鮮人民軍少将
- 趙誠煥（朝鮮語版） - 朝鮮労働党中央委員会委員候補、朝鮮人民軍少将
- 董永日（朝鮮語版） - 朝鮮労働党中央委員会委員候補
- 李昌漢 - 朝鮮労働党中央委員会委員候補、朝鮮人民軍中将
- 高秀一（朝鮮語版） - 朝鮮労働党中央委員会委員候補、朝鮮人民軍上将
- 李国俊 - 朝鮮労働党中央委員会委員候補、朝鮮人民軍中将
- 申勝訓（朝鮮語版） - 朝鮮労働党中央委員会委員候補、朝鮮人民軍少将
- 李泰哲 - 朝鮮労働党中央委員会委員候補、人民保安部第一副部長
- 楊仁国（朝鮮語版） - 朝鮮労働党中央委員会委員候補、朝鮮人民軍少将
- 李煕守（朝鮮語版） - 朝鮮労働党中央委員会委員候補、朝鮮人民内務軍所属
- 李撤（朝鮮語版） - 朝鮮労働党中央委員会委員候補
- 玄相主 - 朝鮮労働党中央委員会委員候補、朝鮮職業総同盟中央委員会委員長
- 李明吉 - 朝鮮労働党中央委員会委員候補、朝鮮農業勤労者同盟中央委員会委員長
- 盧成実 - 朝鮮労働党中央委員会委員候補、朝鮮民主女性同盟中央委員会委員長
- 董正浩 - 朝鮮労働党中央委員会委員候補、建設建材工業相
- 姜民哲 - 朝鮮労働党中央委員会委員候補、採取工業相
- 金煕栄 - 朝鮮労働党中央委員会委員候補、原油工業相
- 趙永哲 - 朝鮮労働党中央委員会委員候補、食料日用工業相
- 黄鶴元 - 朝鮮労働党中央委員会委員候補、都市経営相
- 安東春 - 朝鮮労働党中央委員会委員候補、文化相
- 白龍天 - 朝鮮労働党中央委員会委員候補、朝鮮民主主義人民共和国中央銀行総裁
- 洪光淳 - 朝鮮労働党中央委員会委員候補、国家映画委員会委員長
- 李洙墉 - 朝鮮労働党中央委員会委員候補
- 金永浩 - 朝鮮労働党中央委員会委員候補、内閣事務局長
- 方利順 - 朝鮮労働党中央委員会委員候補
- 崔春植（朝鮮語版） - 朝鮮労働党中央委員会委員候補
- 李済善 - 朝鮮労働党中央委員会委員候補、原子力総局総局長
- 李常根（朝鮮語版） - 朝鮮労働党中央委員会委員候補、原子力センター放射科学研究所所長
- 李弘燮 - 朝鮮労働党中央委員会委員候補、元寧辺原子力研究所長
- 車用明（朝鮮語版） - 朝鮮労働党中央委員会委員候補、朝鮮労働党副部長
- 康寬周（朝鮮語版） - 朝鮮労働党中央委員会委員候補、内閣第225部室長
- 太炯哲 - 朝鮮労働党中央委員会委員候補、社会科学院院長
- 金炳勲 - 朝鮮労働党中央委員会委員候補、朝鮮文学芸術総同盟中央委員会委員長
- 金桂冠 - 朝鮮労働党中央委員会委員候補、第一外務次官（外務省第一副相）
- 韓蒼男（朝鮮語版） - 朝鮮労働党中央委員会委員候補、鉄道省政治局長
- 金昌明（朝鮮語版） - 朝鮮労働党中央委員会委員候補、价川地区炭鉱連合企業所慈江道供給炭鉱採炭中隊長
- 金昌明 - 朝鮮労働党中央委員会委員候補、錦繍山経理部党責任書記
- 呉鉄山 - 朝鮮労働党中央委員会委員候補、海軍司令部政治委員
- 孫清男（朝鮮語版） - 朝鮮労働党中央委員会委員候補
- 鄭雲学（朝鮮語版） - 朝鮮労働党中央委員会委員候補
- 車慶一（朝鮮語版） - 朝鮮労働党中央委員会委員候補、金日成政治大学学長
- 康技燮 - 朝鮮労働党中央委員会委員候補、民用航空総局総局長
- 崔大日（朝鮮語版） - 朝鮮労働党中央委員会委員候補、朝鮮人民軍中将
- 崔永道（朝鮮語版） - 朝鮮労働党中央委員会委員候補
- 李用柱 - 朝鮮労働党中央委員会委員候補
- 田光緑（朝鮮語版） - 朝鮮労働党中央委員会委員候補
- 李燦火（朝鮮語版） - 朝鮮労働党中央委員会委員候補、端川地区鉱業総局総局長
- 徐東明（朝鮮語版） - 朝鮮労働党中央委員会委員候補、朝鮮民族保険総会社総社長
- 全成雄（朝鮮語版） - 朝鮮労働党中央委員会委員候補、銀河指導局局長
- 池在龍 - 朝鮮労働党中央委員会委員候補、中国大使
- 金英才 - 朝鮮労働党中央委員会委員候補、ロシア大使
- 李容浩 - 朝鮮労働党中央委員会委員候補、外務副相
- 洪瑞憲 - 朝鮮労働党中央委員会委員候補、金策工業総合大学総長
- 金東日（朝鮮語版） -  - 朝鮮労働党中央委員会委員候補
- 金銅銀（朝鮮語版） - 朝鮮労働党中央委員会委員候補
- 金鳳龍（朝鮮語版） - 朝鮮労働党中央委員会委員候補、慈江道林業連合企業所党書記
- 趙才英（朝鮮語版） - 朝鮮労働党中央委員会委員候補、煕川工作機械工場技師長
- 崔燦健（朝鮮語版） - 朝鮮労働党中央委員会委員候補、最高人民会議代議員
- 廉仁允（朝鮮語版） - 朝鮮労働党中央委員会委員候補、3月5日青年鉱山支配人
- 金践豪（朝鮮語版） - 朝鮮労働党中央委員会委員候補
- 張虎賛（朝鮮語版） - 朝鮮労働党中央委員会委員候補
- 宋光鉄（朝鮮語版） - 朝鮮労働党中央委員会委員候補
- 李基洙（朝鮮語版） - 朝鮮労働党中央委員会委員候補、9月製鉄総合企業所支配人
- 李鍾式（朝鮮語版） - 朝鮮労働党中央委員会委員候補、南興愛国穀物工場初級党書記
- 崔賢 (政治家)（朝鮮語版） - 朝鮮労働党中央委員会委員候補、龍城機械連合企業所支配人
- 張明学（朝鮮語版） - 朝鮮労働党中央委員会委員候補、2･8 ビナロン連合企業所支配人
- 姜亨奉 - 朝鮮労働党中央委員会委員候補、安州地区炭鉱連合企業所支配人
- 金忠傑 - 朝鮮労働党中央委員会委員候補、黄海製鉄連合企業所支配人
- 金勇光 - 朝鮮労働党中央委員会委員候補、茂山鉱山連合企業所支配人
- 崔冠峻（朝鮮語版） - 朝鮮労働党中央委員会委員候補、羅南炭鉱機械連合企業所支配人
- 張永杰（朝鮮語版） - 朝鮮労働党中央委員会委員候補
- 金明植 - 朝鮮労働党中央委員会委員候補、東海艦隊司令官
- 許成吉（朝鮮語版） - 朝鮮労働党中央委員会委員候補、祥原セメント連合企業所支配人
- 努光鉄 - 朝鮮労働党中央委員会委員候補
- 鄭峰根（朝鮮語版） - 朝鮮労働党中央委員会委員候補
- 朴昌範（朝鮮語版） - 朝鮮労働党中央委員会委員候補、平壌火力発電連合企業所党責任書記
- 崔奉湖（朝鮮語版） - 朝鮮労働党中央委員会委員候補、北倉火力発電連合企業所党責任書記
- 鄭夢必（朝鮮語版） - 朝鮮労働党中央委員会委員候補、順川地区青年炭鉱連合企業所党責任書記
- 全京鮮（朝鮮語版） - 朝鮮労働党中央委員会委員候補、南興青年化学連合企業所党責任書記
- 李善権 - 朝鮮労働党中央委員会委員候補、千里馬製鋼連合企業所党責任書記
- 崔鏞（朝鮮語版） - 朝鮮労働党中央委員会委員候補、大安重機械連合企業所党責任書記
- 金泰文（朝鮮語版） - 朝鮮労働党中央委員会委員候補、興南肥料連合企業所党責任書記
- 金英淑 (政治家)（朝鮮語版） - 朝鮮労働党中央委員会委員候補、農業副相
- 車進順（朝鮮語版） - 朝鮮労働党中央委員会委員候補、9・27鶏工場支配人
- 李民哲（朝鮮語版） - 朝鮮労働党中央委員会委員候補、元山農業大学総長
- 李日男（朝鮮語版） - 朝鮮労働党中央委員会委員候補、金元均音楽大学学長
- 金昌壽 - 朝鮮労働党中央検査委員会委員長、中央統計局局長
- 朴明順 - 朝鮮労働党中央検査委員会副委員長、科学技術図書印刷工場支配人
- 崔培進（朝鮮語版） - 朝鮮労働党中央検査委員会委員、国家計画委員会副委員長
- 金哲 - 朝鮮労働党中央検査委員会委員、両江道人民委員会委員
- 沈哲浩 - 朝鮮労働党中央検査委員会委員、逓信副相
- 呉龍一（朝鮮語版） - 朝鮮労働党中央検査委員会委員、最高人民会議代議員
- 桂永三 - 朝鮮労働党中央検査委員会委員、農業科学院院長
- 柳玄植 - 朝鮮労働党中央検査委員会委員、咸鏡南道人民委員会委員長
- 高明姫 - 朝鮮労働党中央検査委員会委員、平安南道農村経理委員会委員長
- 方用旭（朝鮮語版） - 朝鮮労働党中央検査委員会委員、徳川地区炭鉱連合企業所党責任書記
- 張丁宙（朝鮮語版） - 朝鮮労働党中央検査委員会委員、沙里院トラクター付属品工場初級党書記
- 許光旭（朝鮮語版） - 朝鮮労働党中央検査委員会委員、豊西林産事業所初級党書記
- 智東植（朝鮮語版） - 朝鮮労働党中央検査委員会委員、金星トラクター工場支配人
- 鄭鳳錫（朝鮮語版） - 朝鮮労働党中央検査委員会委員、載寧鉱山初級党書記
- 崔権秀（朝鮮語版） - 朝鮮労働党中央検査委員会委員、金策大興水産企業所支配人
- 金英大 - 朝鮮社会民主党中央委員会委員長、最高人民会議常任委員会副委員長
- 柳美英 - 天道教青友党中央委員会委員長

※朝鮮中央通信が発表した名簿を参考に作成。肩書きは当時のもの。なお、実際の名簿では金正恩にのみ「同志」の肩書きが付けられている。
葬儀は永訣式と呼ばれ、12月28日に錦繍山記念宮殿にて執り行われた。当日は北朝鮮によれば78年ぶりの大雪が降り、気温は氷点下9度であった。当初は28日午前10時開始予定であったが、前日からの積雪の影響で除雪作業などに時間がかかり午後2時に延期したとされている（この午後2時開始というのは国営放送によるものである）。北朝鮮国内の国営放送は直前の午後1時48分より中継を開始した。式は1時間行われ、その後金正日の遺体と巨大な写真を乗せたリンカーン・コンチネンタルのリムジンが錦繍山記念宮殿を起点に千里馬通り、金日成広場、平壌凱旋門など平壌の中心部を約3時間かけて巡回し、錦繍山記念宮殿に戻り、金正恩は党の側近と軍関係者の脇に立ち、弔銃が21発発砲された後、旗とライフルを持った兵士たちが宮殿の広場をガチョウ足行進するなど、1994年の金日成の国葬と同じコース、形式がとられた。霊柩車のそばには金正恩のほか、張成沢、金永春、李英鎬などが付き添っているのが確認されている。
沿道には多くの市民が駆けつけたが、この際、帽子や手袋といった防寒具を着用しないよう指導されたほか、大学生に対しては沿道の市民の監視が命じられた。
なお、ロイターは翌29日、朝鮮中央通信より提供を受け配信した写真のうち1枚に画像加工の可能性があるとして、配信先に対し破棄を求めた。

#### 金正男の対応
金正日の長男である金正男、次男である金正哲は葬儀に参列するか否かが注目された。前述のとおり葬儀委員会の名簿には名を連ねず、また葬儀の中継にも登場することはなかった。
金正男はマカオに滞在中の12月17日に父・正日死去の報に接し、同日中に金哲の偽名を使った旅券を用いて北京を迂回したルートで平壌へと向かい、正日の遺体と対面した。しかし数日後に平壌を離れ、葬儀には参加しなかった。
12月20日には香港の中国系日刊紙である香港商報によって、正男がマカオの自宅にいないと報じられるなど、一部では平壌に戻った可能性が指摘されていた一方で、12月19日の公式発表の時点で正日死去は知らされていなかったとする報道もあるなど、憶測が飛び交った。

### 追悼大会
朝鮮労働党による追悼大会は12月29日午前11時前より平壌の金日成広場にて約50分間行われた。事前に大会の開催中は全国民が3分間の黙祷を捧げる他、全ての車両と船舶が警笛を鳴らすこととされていた。大会には約10万人が参列し、金正恩の発言があるか注目されていたが、国営放送による映像では肉声は伝えられなかった。追悼演説は金永南が行い、その中では金正日の功績を賞賛するとともに、金正恩が党と軍、それに人民の最高指導者であることを宣言し、現状の難局を金正恩の指導のもとで乗り越え、先軍政治を受け継ぐとした。またほかの幹部からも金正恩への忠誠を誓う言葉が相次いだ。
正午には黙祷が捧げられた。この追悼大会で、死去に伴う一連の儀式は全て終了した。

## 死の予兆
金正日は晩年、健康問題を抱えた。2008年8月には脳卒中で倒れ、回復後も左腕には後遺症が残った。このためアメリカや韓国は余命数年と予測していた。また、2010年1月には韓国のシンクタンクである韓国統一研究院が、金正日は2 - 3年以内に死亡するとの予測をしていた。またこのほか、糖尿病や心臓病を患っていたとの報道もなされていた。2010年3月には、アメリカ合衆国国務次官補であったカート・キャンベルが、余命はあと3年と予測していた。
死の1ヶ月ほど前には北朝鮮当局がテキサス大学MDアンダーソンがんセンターに対して心臓病に関する最新の研究資料を求めていた。
特別放送で金正日の死去を報じた前述の女性アナウンサーの李春姬が、2011年10月15日付で金正日が平壌市内の施設を視察する姿をテレビで報じ、2011年10月19日の放送を最後に突然出演が全く無くなり、別の男性アナウンサーによる動静報道が続く事態となっていた。
特別放送が約60日ぶりでの出演となったことから、この間に金正日になんらかの異常があったのではとの憶測を呼んでいたが、死去報道の後で北朝鮮側が「その後は体調も回復し、12月中も健在であった」と伝えた。

## 死後の偶像化
金正日の死去直後、熊や鷲、フクロウといった動物がその死を嘆き悲しんだという報道が北朝鮮のメディアによって報道された。
2012年1月12日に金正日の銅像や記念塔の建設を行うことが朝鮮中央通信より発表され、金日成と並んで馬にまたがる金正日の銅像が完成。誕生日の2日前である2月14日に万寿台創作社で除幕式が行われた。
また金正日の誕生日である2月16日は光明星節とされる。2012年2月16日には錦繍山記念宮殿を錦繍山太陽宮殿と改称し、偶像化が進められていった。

### 中央追慕大会
死後100日にあたる2012年3月25日には平壌の金日成広場で大規模な追悼大会である中央追慕大会が行われた。同日朝に金正恩と朝鮮労働党の幹部が錦繍山太陽宮殿を訪問した後に行われ、金正恩や金永南、崔永林、李英浩など朝鮮労働党や軍部の幹部らが出席。金正日に対し黙祷を捧げた。ひな壇に並んだ金正恩の発言はなかったが、崔永林首相は追悼の辞の中で金正日の功績と遺訓の遵守を訴えた。

### 追号と職位の永久欠番化
金正日の「生誕70周年」（実際は71周年）の誕生日直前である2012年2月14日には朝鮮民主主義人民共和国大元帥の称号を追贈され、同年4月11日に開催された第4回党代表者会において「永遠の総書記」と位置づけられ、同年4月13日に開催された第12期最高人民会議第5回会議において「永遠の国防委員長」と位置づけられた。これにより後継者の金正恩は新設された最高ポストの朝鮮労働党第一書記と国防委員会第一委員長に就くことになった。この職位の永久欠番化は、先代の金日成の死後に国家主席の職位が永久欠番化されたことを踏襲したものである。

## 死に対する反応

### 朝鮮半島
- 北朝鮮 - 北朝鮮国内では12月19日午前に、理由を知らされぬまま地域の学校や集会所に集められ、特別放送を聞くこととなった[93]。そこで金正日の死を知った市民や軍人が金正日の肖像画の前で泣き叫び、うなだれ、狂乱状態となるなど、悲しむ様子が国営放送を通じて報じられた[94][95][96]。また一部の商店は営業を休止し、花が手向けられた[97]。しかし、こうした死を悲しむ様子はほとんどが嘘泣きや演技であり、そうしないと公安当局に連行されるおそれがあること、やっと金正日が死んでくれたと内心ほっとしていること、また後継者である金正恩を陰でガキと蔑んでいる者もいるといったような国民の声も報じられた[93]。死去の報が流れた後も、開城工業地区では通常通りの操業が続けられた[98]。一連の哀悼行事で泣かなかった国民に対しては処罰が行われ[99]、このため処罰を逃れようと追悼確認証を購入する動きも起こった[100]。

- 韓国 - 金正日に対し弔意を表明するか否か、国内で議論が巻き起こった[34][101][102]。12月20日に統一部長官の柳佑益が北朝鮮国民に対し慰労の意を表明、事実上の弔意[103]。

### 朝鮮半島外
- 国際連合 - 潘基文事務総長は、北朝鮮国民の服喪への同情と、人道支援などを引き続き行うと表明[104]。また、加盟国の国家指導者が死去した際の習慣に従い、12月28日に国際連合本部ビル前の北朝鮮国旗を降ろした[105]。
- 日本 - 藤村修官房長官は哀悼の意を表明。国交のない国の元首に対しては予想外の対応とされ[106]、日本人拉致事件を引き起こした金正日に対しては不適切な表現であるとの批判も出た[13]。後に哀悼の意とは日本的な文化の範囲内の表現であり、政治的な意図はないと釈明している[107]。
- アメリカ合衆国 - ヒラリー・クリントン国務長官は北朝鮮との関係改善を望み、彼らの健康状態に関心を持っているとだけ述べ[108]、哀悼の意を表することは適切ではないとしている[13][109]。国内メディアは金正日の独裁者としての側面を強調する報道を行った[110]。
- 中国 - 外交部報道官の馬朝旭は中国が金正日の死去に心を痛め、哀悼の意を表明すると発表[111]。
- ロシア - 金正日の死を友好民族の損失と表現。ロシアとの関係に影響を与えないことを期待するとの声明を発表した[112]。
- イギリス - ウィリアム・ヘイグ外相は、金正日の死が北朝鮮の転換点となる可能性を指摘し、新指導部が国際社会と関わりを持つよう要請する声明を発表[113]。
- ドイツ - 外務省は北朝鮮が変化するチャンスであると指摘し、変革を訴えた[114]。
- イタリア - 外務省は北朝鮮の国際社会との対話と協力を進めることを期待すると声明[115]。
- オーストラリア - ケビン・ラッド外相は権力継承の動きを冷静に見守ると声明[116]。
- バングラデシュ - ジルル・ラーマン大統領は、哀悼の意を表明[117]。
- カンボジア - 政府並びにノロドム・シハモニ国王夫妻は哀悼の意を表明[118][119]。
- インドネシア - スシロ・バンバン・ユドヨノ大統領は、哀悼の意を表明[120]。
- イラン - アリー・ラーリージャーニー国会議長は崔泰福最高人民会議議長に弔電を送り哀悼の意を表明[121]。
- フィリピン - 外務省は、哀悼の意を表明し、北朝鮮との関係を重んじると声明[122]。
- ベネズエラ - ウゴ・チャベス大統領は、政府と国民の名のもとに哀悼の意を表明[123]。

## 周辺国の対応
北朝鮮の最高指導者の急死という事態に周辺各国は対応に追われた。
- 日本 - 野田佳彦総理は19日午後0時15分より新橋駅前で街頭演説を行う予定であったが[13]、死亡情報をNHKニュースで受け到着前の午後0時6分に内幸町交差点付近で引き返し、午後0時9分に首相官邸に戻った[124]。首相官邸危機管理センターに官邸対策室を設置し、同日午後1時より官邸にて総理と関係閣僚が参加した安全保障会議を開催したが、午前中に栃木県警察を訪れていた山岡賢次国家公安委員会委員長のもとには特別放送が流れるという情報は届けられず[125]、事務方も含め会議を欠席した[126]。自衛隊は警戒態勢に突入し、海上保安本部は原子力発電所といった沿岸部の重要施設の警戒を強化した[127]。また公安調査庁は緊急調査本部を設置し、情報収集にあたった[128]。野党の自民党は政府の対応を批判した。[129]

- 韓国 - 李明博大統領は野田佳彦総理、バラク・オバマ大統領、ドミートリー・メドヴェージェフ大統領と電話会談し緊密な協力を確認[130]。19日正午より緊急国家安全保障会議を開催し対応を協議、国民に対しては動揺することなく経済活動への専念を要請した[130]。政府の全職員に対しては緊急警戒態勢をとるよう指示し[131]、国防部は有事に備え全軍に非常警戒体制を敷いたほか、軍事境界線付近での北朝鮮軍の動きを監視した[132]。中央追悼大会が終了した12月29日に警戒態勢は解除され平時に戻った[133]。民間人に対しては12月19日以降、開城工業地区以外への訪朝を禁止したが、2012年1月3日に解除の方針を示した[134]。
- 中華民国（台湾）- 外交部は本部と在ソウルの代表処に緊急対策チームを設置[135]。
- アメリカ合衆国 - 周辺の同盟国との連携を重視するとの声明を発表[136]。
- ロシア - 軍は通常体制で任務を継続した[137]。

## 影響

### 経済
金正日死去を受け、いわゆる有事のドル買いが行われ韓国ウォンは1時間で0.3%下落。日本円も一時は78円台前半まで値を下げた。東京株式市場は金正日の死亡が報道されてから輸出関連の銘柄が売られ、一時は前週末比129円安となった。
アメリカの投資格付け会社であるスタンダード&プアーズは、金正日の死そのもので韓国国債への格付けに影響はほぼないとしたものの、北朝鮮の体制が不安定になれば影響が出ると示唆している。

### 拉致問題
北朝鮮による日本人拉致問題を引き起こした張本人である金正日が死亡したことにより、問題解決への前進を期待する声と、解決がさらに遠のくという懸念の声の両方があがった。2012年1月3日の朝鮮中央通信では、日本政府は存在しない拉致問題を長年にわたり騒ぎたて、その結果両国の関係は悪化したという論評を報道した。

### そっくりさん
金正日のそっくりさんとして活動した韓国・ソウル在住の金永植は、金正日の死を受け引退を考えていると報じられた。2012年2月には日本の雑誌にインタビュー記事が掲載され、北朝鮮より招待されれば行く用意はあると述べている。

### コメディ
アメリカで放送されている30 ROCK/サーティー・ロックは金正日の死を受け、2012年1月12日より放送開始の第6シーズンに急遽死去を盛り込んだ。

### コンピューター関連
韓国において大法院（日本の最高裁判所に相当）より利敵団体と認定されている祖国統一汎民族連合の南側本部が、金正日の死を悼むメッセージなどが含まれるスマートフォン向けのアプリケーションを2012年1月3日により無料配布。これが国家保安法違反容疑であるとして告発され、配布開始3日後には韓国警察が捜査に入った。
金正日死去のニュースを装い、不正プログラムが添付されたメールの存在がトレンドマイクロより報告されている。

### 中華電視公司のパロディ
台湾中華電視公司の12月19日のニュース番組で、ニュースキャスター梁芳瑜が朝鮮の民族衣装を身にまとい、「梁春姫」と名乗って、ニュースを報道した。その後、クレームが殺到したため、中華電視公司は12月20日にニュース番組において謝罪。関係者は処分され、梁芳瑜は降板、ニュース番組のプロデューサーは他部署へ配置転換、ニュース部主任は諭旨免職をそれぞれ余儀なくされた。